# Vlag van Profondeville
De vlag van Profondeville is op 21 juni 1990 bij raadsbesluit vastgesteld als de vlag van de Naamse gemeente Profondeville. De vlag kan als volgt worden beschreven:
Wit, met een kruis waarvan de staander van rood is en de ligger van blauw.
De vlag werd pas op 18 december 1991 bevestigd door de Franse Gemeenschapsregering. De vlag is gelijk aan het wapenschild. Het Nederlandse Harskamp voert een dorpswapen en -vlag die exact gelijk zijn aan dat van Profondeville.